# تقرير آتشيسون-ليلينتال
التقرير المتعلق بالإشراف الدولي على الطاقة النووية (بالإنجليزية: Report on the International Control of Atomic Energy) كَتَبَتْه لجنة تَرَأَّسَهَا دين آتشيسون وديفيد ليلينتال عام 1946م، وهو معروف باسم تقرير (أو خطة) آتشيستون-ليلينتال (بالإنجليزية: Acheson–Lilienthal Report (or Plan)). كان التقرير وثيقة أمريكية هَامَّة ظهرت قبل وقت قليل من احْتِدَام المراحل المُبَكِّرَة من الحرب الباردة. ويناقش التقرير فكرة الإشراف الدولي على السلاح النووي واجتناب وقوع حرب نووية في المستقبل. وبُنِيَتْ خطة باروخ استنادًا إلى هذا التقرير، وقد رَفَضَهَا الاتحاد السوفيتي باستخدام حق الفيتو في الأمم المتحدة لاعتقاده بأنها خطة لضمان بقاء السيادة النووية الأمريكية على العالم.

## اقرأ أيضًا
- خطة باروخ
- نزع السلاح النووي